# Anormogomphus
Anormogomphus – rodzaj ważek z rodziny gadziogłówkowatych (Gomphidae).

## Podział systematyczny
Do rodzaju należą następujące gatunki:
- Anormogomphus exilocorpus Yousuf & Yunus, 1977
- Anormogomphus heteropterus Selys, 1854
- Anormogomphus kiritshenkoi Bartenev, 1913